# Thursania thyrsolomia
Thursania thyrsolomia är en fjärilsart som beskrevs av George Francis Hampson. Thursania thyrsolomia ingår i släktet Thursania och familjen nattflyn. Inga underarter finns listade i Catalogue of Life.